# BIG Bank
BIG Bank SA (d. Łódzki Bank Rozwoju S.A.) – bank komercyjny powstały z inicjatywy przedsiębiorstw państwowych, działający w latach 1988–2000. Było to pierwszy bank po II wojnie światowej w Polsce, wobec którego Narodowy Bank Polski wszczął proces restrukturyzacji oraz pierwszy bank podlegający przejęciu przez inny bank prywatny.

## Historia
Bank został założony jako Łódzki Bank Rozwoju S.A. (ŁBR) w 1988 w Łodzi przez osoby prywatne i przedsiębiorstwa państwowe, w tym Elana, Huta Szczecin czy Kieleckie Zakłady Wyrobów Papierowych. Był to czwarty bank działający w formie spółki akcyjnej w PRL, a pierwszy w Łodzi. Faktyczną kontrolę nad bankiem przejęły osoby prywatne, w tym zarządzające bankiem, mimo państwowego pochodzenia kapitałów własnych, w związku z czym bank łączony jest z procesem uwłaszczenia nomenklatury. W 1991 był współzałożycielem Związku Banków Polskich.
W 1991 Narodowy Bank Polski ustanowił zarząd komisaryczny w banku z uwagi na groźbę bankructwa.
W 1993 NBP uzgodnił z Bankiem Inicjatyw Gospodarczych (od 1997 pod nazwą BIG Bank Gdański) plan restrukturyzacji banku i wyraził zgodę na jego przejęcie przez BIG poprzez objęcie przez BIG 96% akcji ŁBR. Było to pierwsze przejęcie banku w Polsce po II wojnie światowej. W momencie transakcji bank posiadał 21 oddziałów i ponad 1,6 bln zł wkładów oszczędnościowych. W tym samym roku nastąpiła zmiana nazwy na BIG Bank S.A.
W 2000 doszło do fuzji prawnej z BIG Bankiem Gdańskim. Plan restrukturyzacji banku został zakończony w 2007.
Śledztwa prokuratorskie i procesy sądowe osób oskarżonych o działanie na szkodę banku trwały w latach 1992–2002 i objęły m.in. prezesa zarządu, członkinię zarządu i akcjonariuszy.